# Meridià 99 a l'est
El meridià 99 a l'est de Greenwich és una línia de longitud que s'estén des del pol Nord travessant l'oceà Àrtic, Àsia, l'oceà Índic, l'oceà Antàrtic i l'Antàrtida fins al pol Sud.
El meridià 99 a l'est forma un cercle màxim amb el meridià 81 a l'oest. Com tots els altres meridians, la seva longitud correspon a una semicircumferència terrestre, uns 20.003,992 km. Al nivell de l'Equador, és a una distància del meridià de Greenwich de 11.021 km.

## De Pol a Pol
Començant en el pol Nord i dirigint-se cap al pol Sud, aquest meridià travessa:
| Coordenades                             | País, territori o mar        | Notes |
| --------------------------------------- | ---------------------------- | --- |
| 90° 0′ N, 99° 0′ E / 90.000°N,99.000°E  | Oceà Àrtic                   | |
| 80° 45′ N, 99° 0′ E / 80.750°N,99.000°E | Mar de Làptev                | |
| 80° 3′ N, 99° 0′ E / 80.050°N,99.000°E  | Rússia                       | Krai de Krasnoiarsk — Illa de la Revolució d'Octubre, Terra del Nord |
| 78° 48′ N, 99° 0′ E / 78.800°N,99.000°E | Mar de Kara                  | |
| 76° 30′ N, 99° 0′ E / 76.500°N,99.000°E | Rússia                       | Krai de Krasnoiarsk Óblast d'Irkutsk — des de 57° 50′ N, 99° 0′ E / 57.833°N,99.000°E Tuvà — des de 53° 17′ N, 99° 0′ E / 53.283°N,99.000°E Buriàtia — des de 52° 55′ N, 99° 0′ E / 52.917°N,99.000°E |
| 52° 7′ N, 99° 0′ E / 52.117°N,99.000°E  | Mongòlia                     | |
| 42° 36′ N, 99° 0′ E / 42.600°N,99.000°E | República Popular de la Xina | Mongòlia Interior Gansu — des de 40° 47′ N, 99° 0′ E / 40.783°N,99.000°E Qinghai — des de 38° 57′ N, 99° 0′ E / 38.950°N,99.000°E Sichuan — des de 33° 5′ N, 99° 0′ E / 33.083°N,99.000°E Tibet — des de 30° 9′ N, 99° 0′ E / 30.150°N,99.000°E Sichuan — per uns 9 km des de 29° 47′ N, 99° 0′ E / 29.783°N,99.000°E Tibet — des de 29° 38′ N, 99° 0′ E / 29.633°N,99.000°E Yunnan — per uns 12 km des de 29° 12′ N, 99° 0′ E / 29.200°N,99.000°E Tibet — per uns 7 km des de 29° 6′ N, 99° 0′ E / 29.100°N,99.000°E Yunnan — des de 29° 1′ N, 99° 0′ E / 29.017°N,99.000°E |
| 23° 10′ N, 99° 0′ E / 23.167°N,99.000°E | Myanmar (Birmània)           | |
| 19° 46′ N, 99° 0′ E / 19.767°N,99.000°E | Tailàndia                    | Passa a través de Chiang Mai pel voltant 18°48'N |
| 14° 1′ N, 99° 0′ E / 14.017°N,99.000°E  | Myanmar (Birmània)           | |
| 10° 50′ N, 99° 0′ E / 10.833°N,99.000°E | Tailàndia                    | |
| 7° 53′ N, 99° 0′ E / 7.883°N,99.000°E   | Estret de Malaca             | Passa a l'oest de l'illa Ko Lanta Yai, Tailàndia (a 7° 38′ N, 99° 1′ E / 7.633°N,99.017°E) · Passa a l'oest de Ko Rawi, Tailàndia (a 6° 32′ N, 99° 10′ E / 6.533°N,99.167°E) |
| 3° 39′ N, 99° 0′ E / 3.650°N,99.000°E   | Indonèsia                    | Illa de Sumatra |
| 0° 49′ N, 99° 0′ E / 0.817°N,99.000°E   | Oceà Índic                   | Passa a l'est de l'illa de Pini, Indonèsia (a 0° 6′ N, 98° 51′ E / 0.100°N,98.850°E) |
| 1° 10′ S, 99° 0′ E / 1.167°S,99.000°E   | Indonèsia                    | Illa de Siberut |
| 1° 46′ N, 99° 0′ E / 1.767°N,99.000°E   | Oceà Índic                   | |
| 60° 0′ S, 99° 0′ E / 60.000°S,99.000°E  | Oceà Antàrtic                | |
| 65° 47′ S, 99° 0′ E / 65.783°S,99.000°E | Antàrtida                    | Territori Antàrtic Australià, reclamat per Austràlia |